# Куп три нације 1997.
Куп три нације 1997. (службени назив: 1997 Tri Nations Series) је било 2. издање овог најквалитетнијег репрезентативног рагби такмичења Јужне хемисфере.
Такмичење је потпуно заслужено освојио Нови Зеланд који је имао максималан учинак у 4 утакмице.

## Учесници
Напомена:
|   | Селекција                          | Стадион                              | Селектор       | Капитен       |
| - | ---------------------------------- | ------------------------------------ | -------------- | ------------- |
| 1 | Рагби репрезентација ЈАР           | Кока-кола парк, Јоханезбург (62 567) | Керел ди Плези | Гери Тајхман  |
| 2 | Рагби репрезентација Новог Зеланда | Еден Парк, Окланд (50 000)           | Џон Харт       | Џастин Маршал |
| 3 | Рагби репрезентација Аустралије    | Стадион Санкорп, Сиднеј (52 500)     | Грег Смит      | Дејвид Вилсон |

## Такмичење
Јужна Африка - Нови Зеланд 32-35
Аустралија - Нови Зеланд 18-33
Аустралија - Јужна Африка 32-20
Нови Зеланд - Јужна Африка 55-35
Нови Зеланд - Аустралија 36-24
Јужна Африка - Аустралија 61-22

## Табела
|   | Селекција   | ИГ | Д | Н | И | ПД  | ПП  | ПР  | БП | Б  |  |
| - | ----------- | -- | - | - | - | --- | --- | --- | -- | -- |  |
| 1 | Ол блекси   | 4  | 4 | 0 | 0 | 159 | 109 | +50 | 2  | 18 |  |
| 2 | Спрингбокси | 4  | 1 | 0 | 3 | 148 | 144 | +4  | 3  | 7  |  |
| 3 | Валабиси    | 4  | 1 | 0 | 3 | 96  | 150 | -54 | 2  | 6  |  |

| Победник Купа три нације 1997. |
| ------------------------------ |
| Нови Зеланд 2. титула          |